# Icteranthidium angulosum
Icteranthidium angulosum là một loài Hymenoptera trong họ Megachilidae. Loài này được Warncke mô tả khoa học năm 1982.